# Новосандецький замок
Королівський замок у Новому Санчі (пол. Zamek Królewski w Nowym Sączu) — руїни замку, що розташовані поблизу місця з'єднання двох річок: Дунайця і Кам'яниці, у місті Новий Санч Малопольського воєводства у Польщі. 
До нашого часу збереглися залишки оборонних мурів та реконструйована Ковальська вежа. На території замку нині знаходиться міський парк. 

## Історія

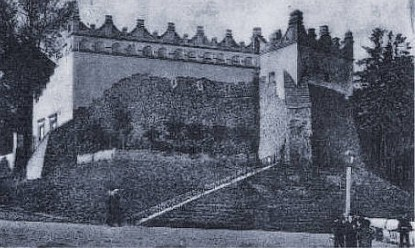
Замок у міжвоєнний період

Замок було побудовано у 1350—1360 роках за наказом короля Казимира Великого у північно-західній частині міста. Він був включений у оборонну систему міських мурів, хоча й відокремлювався від міста ровом і, ймовірно, муром з брамою. Замок слугував садибою каштелянів, земських урядів та повітових старост. 
У 1370 році в замку гостював Людовик Угорський, який саме прямував до Кракова, щоб стати королем Польщі. Восени 1384 року тут приймали претендентку на трон — майбутню польську королеву Ядвігу Анжуйську, яку коронували 16 жовтня того ж року у Кракові. Частим гостем у замку був також польський король Владислав Ягайло. У квітні 1410 року, перед війною з Тевтонським орденом, він зустрічався у замку з великим князем литовським Вітольдом. У подальшому замок рідше приймав польських монархів і був головною садибою старости. 
Руйнування, завдані під час Шведського потопу, пожежі та наслідки економічної кризи у XVII столітті, зумовили поступовий занепад замку. У 1768 році спалахнула чергова пожежа, зумовлена походом Барських конфедератів та їхньою необережністю, яка знищила замок. 
У часи Поділів Речі Посполитої австрійська влада, яка перейняла королівські маєтки, частково відремонтувала замок, щоб використовувати його для офісів поліції. У серпні 1813 року потужна повінь підмила замковий схил, внаслідок чого західне крило замку зсунулося до Дунайця. Збережену частину замку у 1838 році було перетворено на казарми та військові склади, а у 1846 році — на в'язницю. У 1848 році уряд продав замок місту, яке через відсутність грошей на ремонт, здало його в оренду австрійській армії для зберігання обмундирування та зброї. 
Часткову відбудову руїн замку з відновленням вежі було здійснено у 1905 році. Після відновлення Польщею незалежності проводилися подальші консерваційні роботи, які завершилися у 1938 році відкриттям Музею Сандецької землі. 
Під час німецької окупації замок було перетворено на казарми та склад боєприпасів. У 1945 році солдати з хлопських батальйонів під командуванням Тадеуша Димеля підірвали німецький склад боєприпасів, що зберігалися у замку, внаслідок чого його було майже повністю знищено. 
У 50-их роках XX століття було відреставровано ренесансну Ковальську вежу, а також фрагмент мурів з аттиками. 

## Легенда
Легенда, пов’язана із замком, стосується джерела, що знаходилося біля підніжжя Ковальської вежі. Вода з нього ніколи не замерзала і мала сірчаний присмак. Недалеко від нього, замок охороняли молоді та сміливі лицарі. Однак, раз по раз хтось із них безвісти зникав. Нарешті, з’явився сміливець, який, озброївшись алебардою, святою крейдою та розарієм, став біля джерела. Він намалював крейдою навколо себе коло і чекав, що станеться. Після півночі він почув прекрасні пісні, музику та побачив німф, що виринали з джерела та запрошували його до танцю. Розуміючи, що то вони є причиною зникнення лицарів, він, не виходячи із накресленого кола, вкинув розарій до джерела. Вода зашипіла, а німфи перетворилися на огидних відьом і відлетіли в ніч.  
В наш час від джерела не залишилося жодного сліду. Швидше всього, його засипало під час вибуху у 1945 році. 

## Світлини

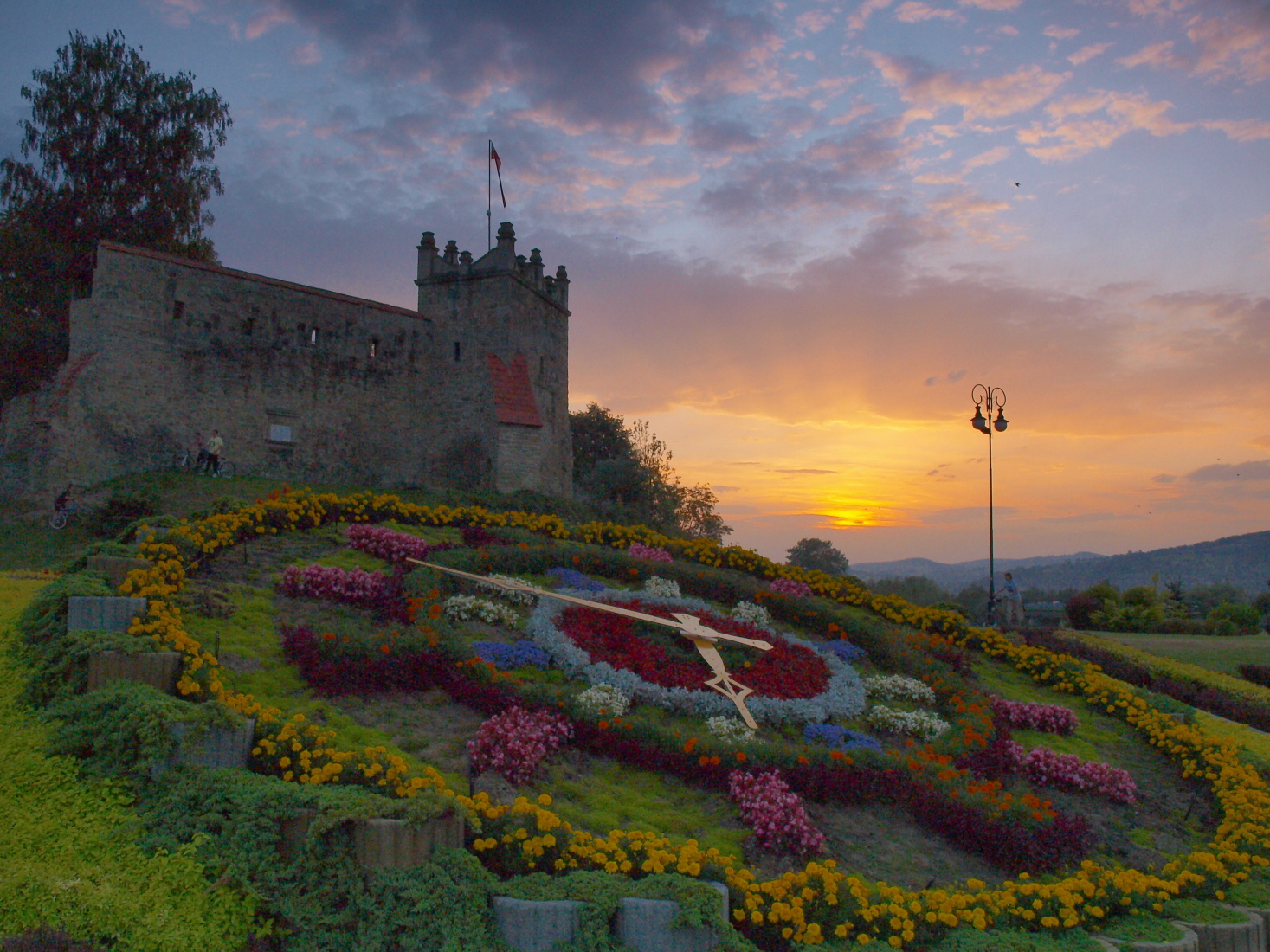
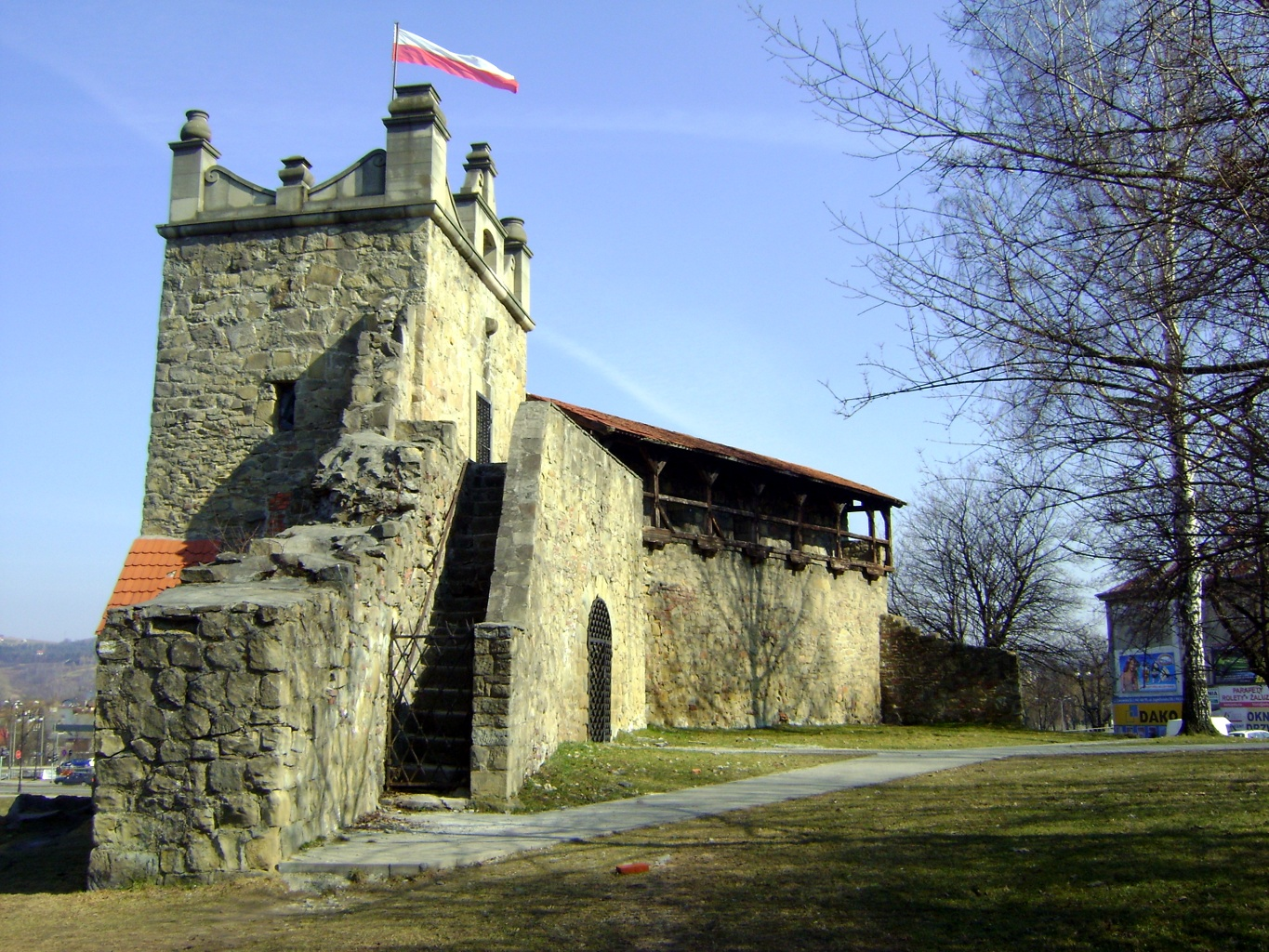
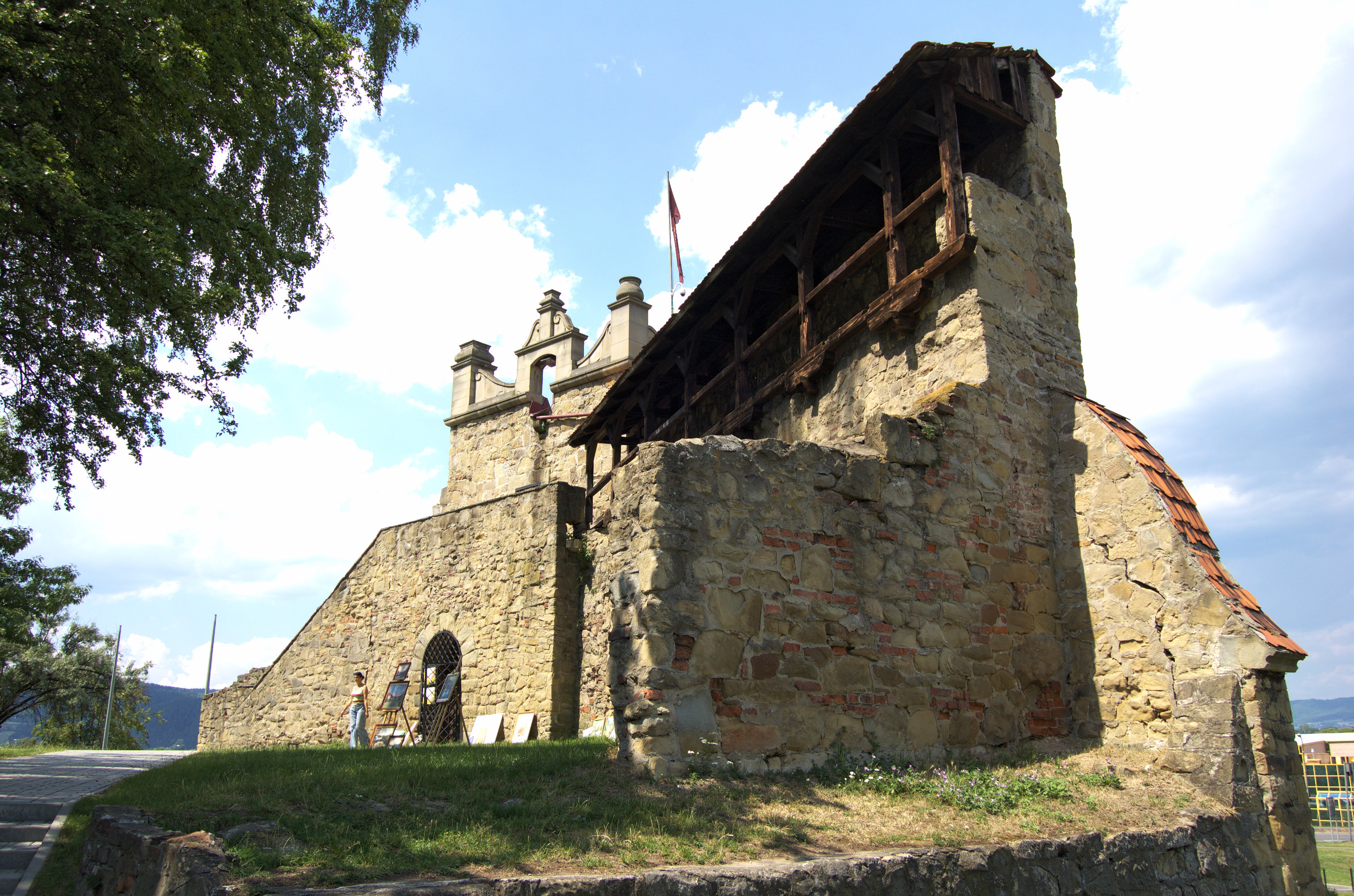
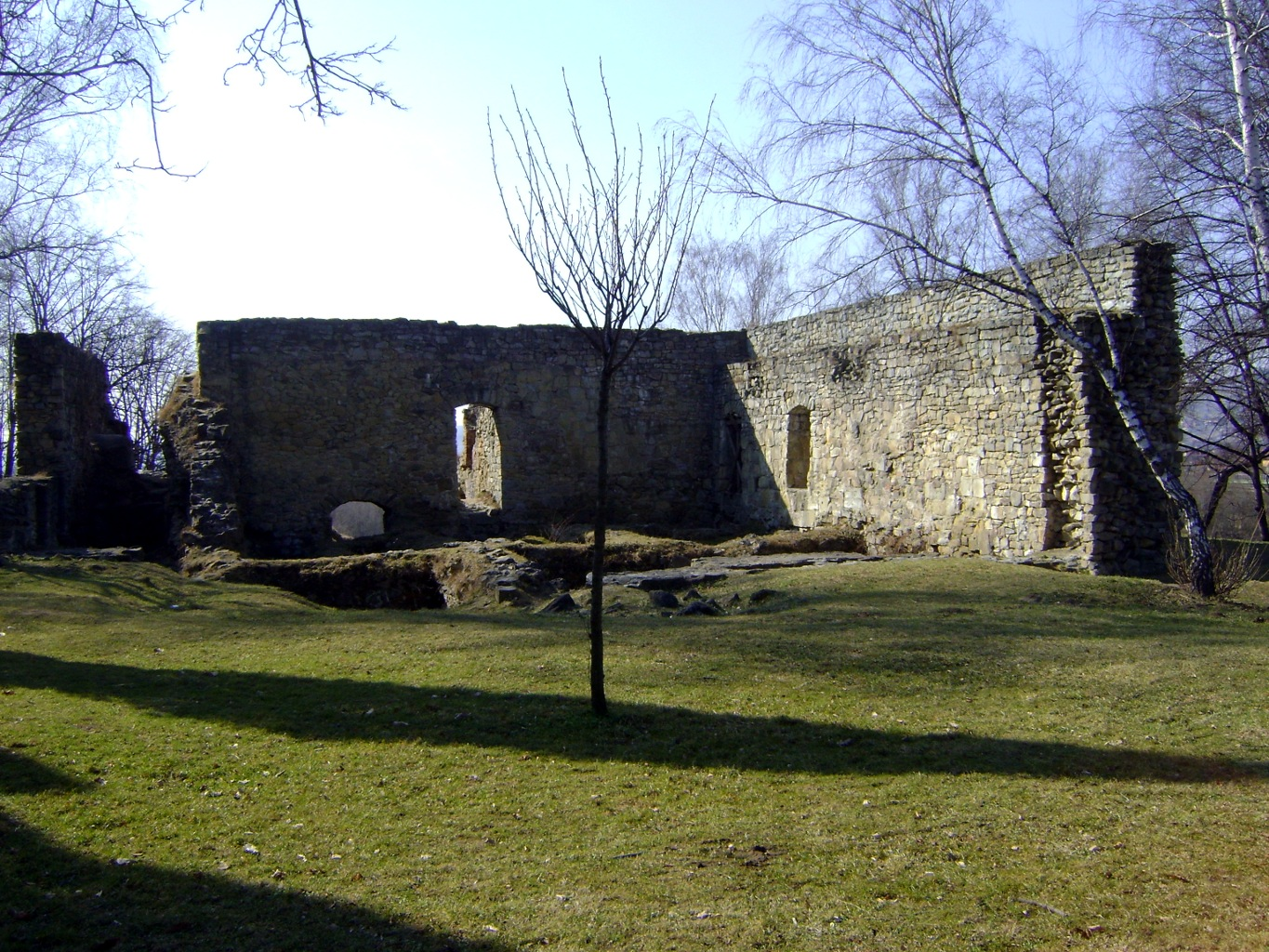